# Tommy Zwartjes
Tommy Zwartjes (Heerhugowaard, 12 december 1991) is een Nederlandse producent van kinderprogramma's, cabaretier, acteur, filosoof en schrijver.
Tijdens zijn opleiding als cameraman en regisseur startte hij met het produceren van kinderprogramma's onder zijn bedrijf TOXTV. In 2014 verscheen zijn eerste programma op PebbleTV, genaamd Kiwi & Slinger. In 2016 verscheen hij voor het eerst in de filmreeks Jelger de Goochelaar, als Egbert.
Eind 2020 verscheen zijn eerste filosofieboek getiteld 'Levenslast - over zelfmoord en of het mag'.
Sinds 1 september 2022 is hij als cabaretier wekelijks te gast in het radio-programma van Giel Beelen op NPO Radio 2 met een muzikale column.
Op 11 oktober 2022 opende hij een comedyclub in Haarlem, samen met Reinier Meijer en Cristian Pielich.. In juni 2025 kwam daar een tweede filiaal bij, namelijk in Alkmaar.